# Vodna bilanca
Vodna bilanca je rezultat analize hidrološkega procesa kot dela hidrološkega ciklusa na določenem območju in v določenem času.

## Namen
Z vodno bilanco določimo stanje vode ali načrtujemo posege za regulacijo vodnih razmer na določenem območju.
Vodno bilanco je mogoče uporabljati pri načrtovanju oskrbe z vodo in napovedati, kdaj lahko pride do pomankanja vode na določenem območju. Uporobljamo jo tudi pri namakalnih sistemih, za nadzor pri poplavah in onesnaženju.

## Enačba
V hidrologiji se enačba vodne bilance uporablja za opis pretoka vode v sistem in iz njega.
Splošna enačba vodne bilance:
{\displaystyle 0=P+ET+O+\Delta Z}
Pomen oznak:
{\displaystyle P} količina padavin
{\displaystyle O} površinski in talni pritoki in odtoki
{\displaystyle ET} evapotanspiracija
{\displaystyle \Delta Z} sprememba zaloge vode v tleh
Vodna bilanca je razmerje med dotokom, izhlapevanjem in odtokom vode na določenem območju (ekosistem, pokrajina) v določenem času.
Dotok vode predstavljajo:
- atmosferske padavine
- voda, ki priteče po površini tal
- voda, ki priteče pod površino tal
- zaloga podtalnice (od začetka obračunavanja)

Odtok vode predstavljajo:
- površinske vode
- podtalnica, ki odteka z določenega območja
- voda, ki izhlapeva iz površine določenega območja
- voda, ki izhlapeva iz notranjosti tal
- voda, ki jo transpirirajo (izhlapevajo) organizmi
- zaloga podtalnice, ki je ostala na koncu obdobja obračunavanja.

Vodno bilanco izražamo v mm plasti vode ali v enotah prostornine vode m3, km3.